# Dagmar Hubálková
Dagmar Hubálková (4 de febrero de 1932) es una exjugadora de baloncesto checoslovaca. Consiguió 9 medallas en competiciones oficiales con Checoslovaquia.